# طرخورة
الطرخورة أو الصَوْرَل أو سمك الأسقمري الحصان (الاسم العلمي Trachurus)، جنس أسماك بحرية بيوضة من الشيميات الإسقمريات شائكات الزعانف.